# Křišťanovice
Křišťanovice (moravsky Křiščanovice, německy Christdorf) jsou obec v okrese Bruntál v Moravskoslezském kraji. Obec se rozkládá asi 5,6 kilometru jižně od vodní nádrže Slezská Harta. Na severu katastrálního území obce se nachází vrchol vyhaslé sopky Malý Roudný. Žije zde 236 obyvatel.

## Historie
První písemná zmínka o obci pochází z roku 1397 (Cristanowicz). V letech 1869–1900 se obec nazývala Křesťanovice, v roce 1910 Křesťanovice t. Krisťanovice.
Po vydání tolerančního patentu (1781) neměla zdejší komunita německých evangelíků dostatečný počet osob k tomu, aby jí bylo povoleno vybudování toleranční modlitebny. Protože byli tito lidé přiřazeni až ke sboru ve vzdálených Holčovicích, zřídili si svou modlitebnu sami v jednom ze zdejších statků. Tam se každou neděli konala bohoslužba. Po dvou letech na to rakousko-uherští úředníci přišli a stávající stav přijali. Modlitebna pak dostala úřední název „pokoutní“. Řádná evangelická modlitebna byla v obci vybudována roku 1827, a v roce 1921 byl položen základní kámen ke stavbě evangelického kostela. Jeho vlastník, Pozemkový fond České republiky, jej v roce 2002 (po souhlasu zastupitelstva a v rozporu s dohodou uzavřenou s památkáři) nechal zbořit.

## Obyvatelstvo
| Rok            | 1869 | 1880 | 1890 | 1900 | 1910 | 1921 | 1930 | 1950 | 1961 | 1970 | 1980 | 1991 | 2001 | 2011 | 2021 |
| -------------- | ---- | ---- | ---- | ---- | ---- | ---- | ---- | ---- | ---- | ---- | ---- | ---- | ---- | ---- | ---- |
| Počet obyvatel | 606  | 734  | 705  | 664  | 668  | 589  | 562  | 242  | 360  | 306  | 276  | 322  | 317  | 235  | 221  |
| Počet domů     | 81   | 125  | 103  | 102  | 121  | 117  | 116  | 85   | 69   | 66   | 53   | 73   | 90   | 93   | 94   |

## Obecní správa

### Obecní symboly
Znak a vlajka byly obci uděleny rozhodnutím předsedy Poslanecké sněmovny Parlamentu České republiky dne 15. dubna 2010.

## Pamětihodnosti
- kostel Navštívení Panny Marie z roku 1867

## Galerie

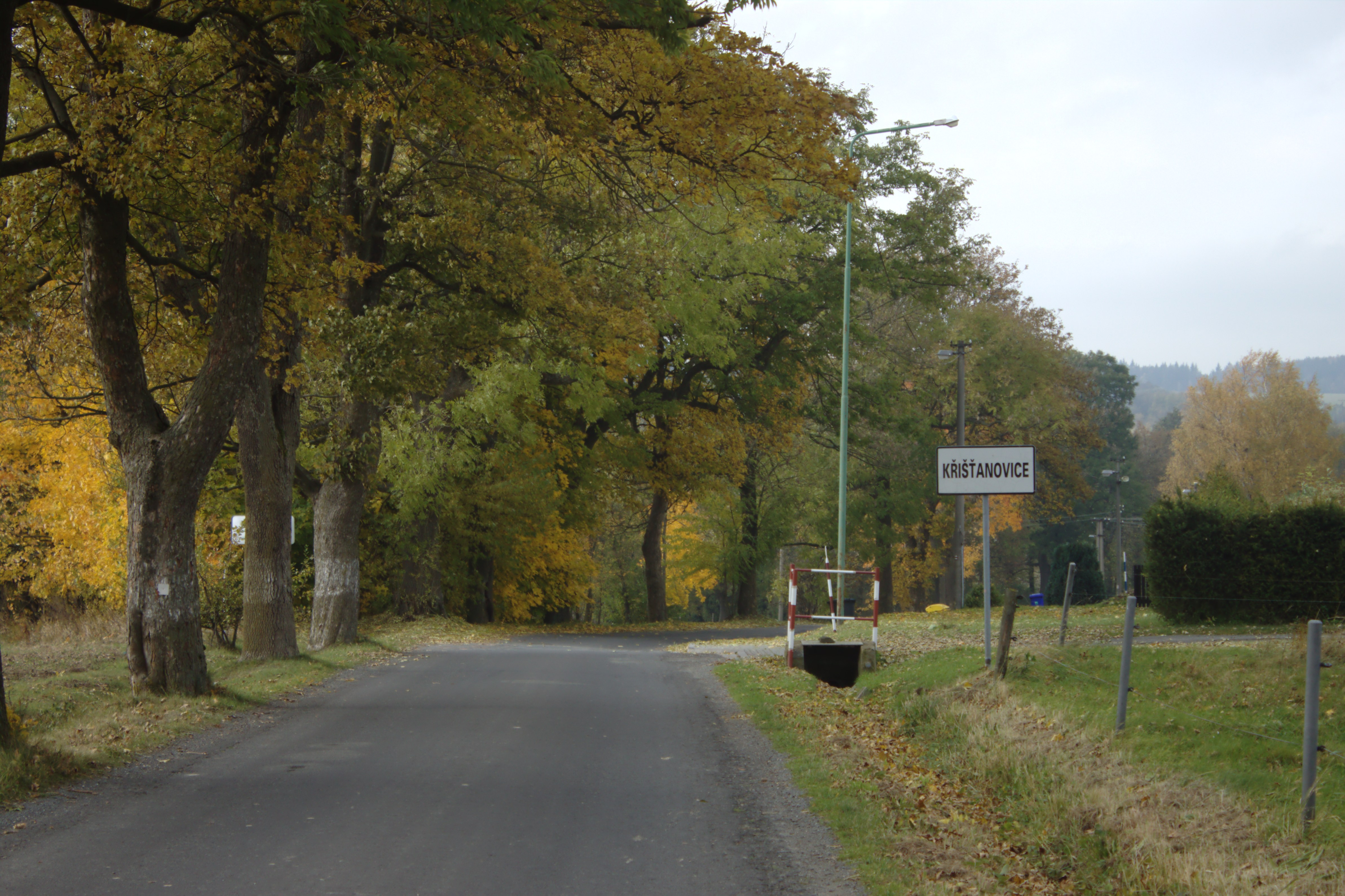
Vjezd do obce
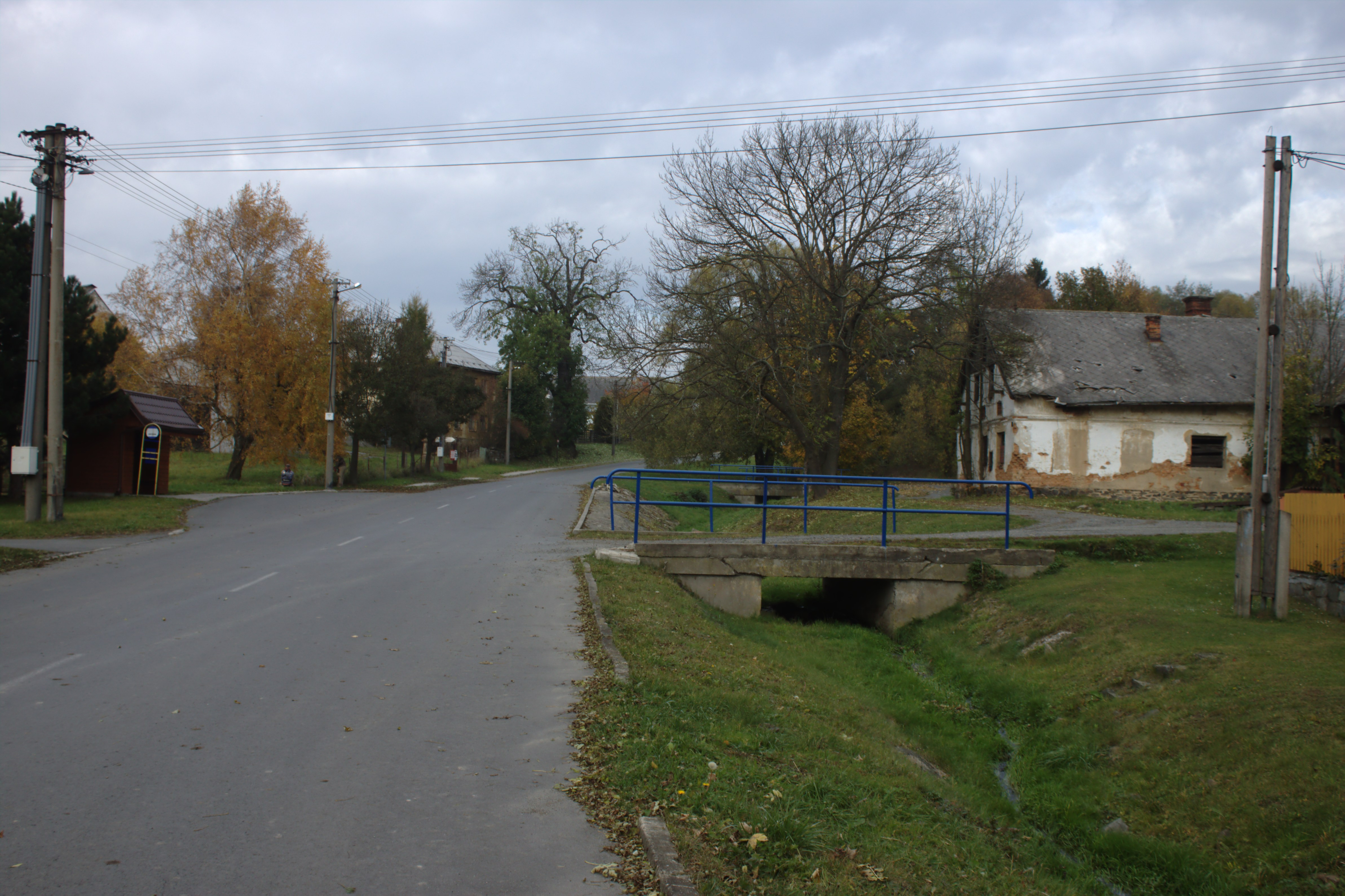
Silnice
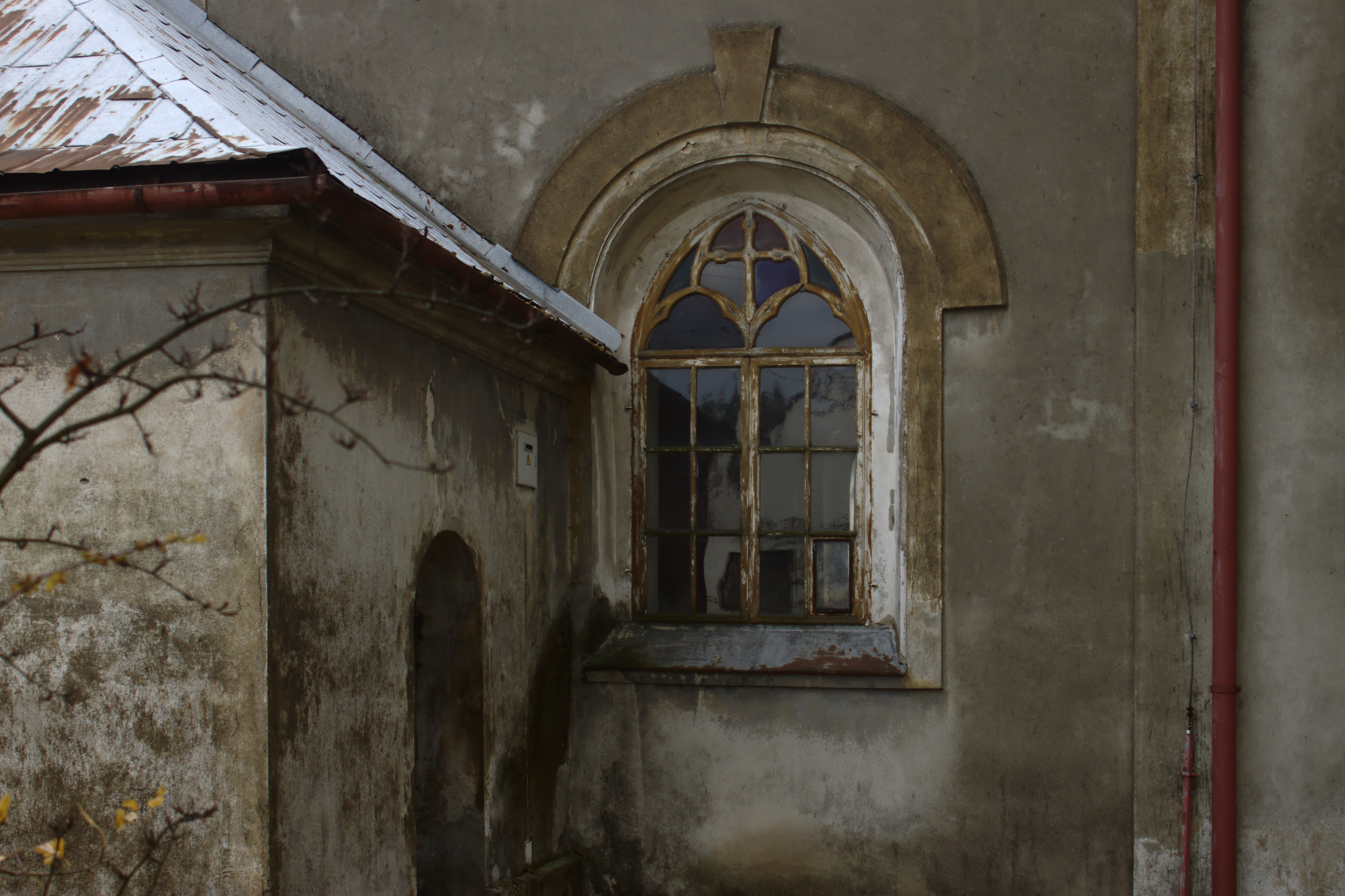
Okno katolického kostela
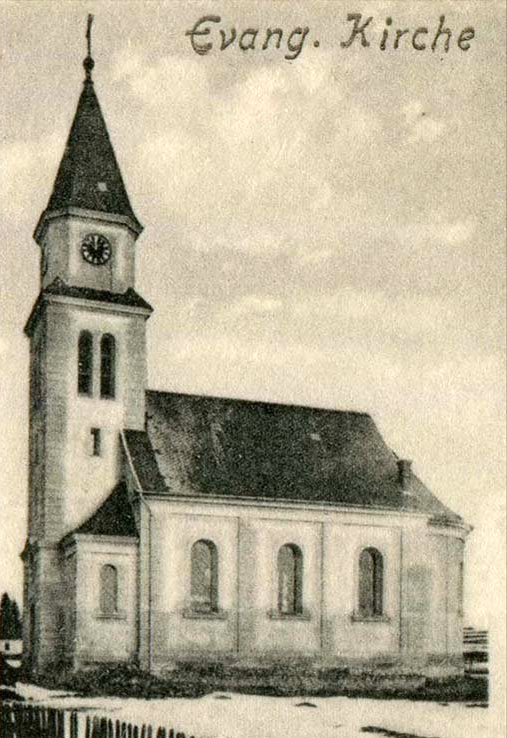
Evangelický kostel (zbořený roku 2002)